# Камо, Сю
Сю Камо (яп. 加茂 周) (29 октября 1939, Асия, префектура Хиого, Япония) — японский футболист и тренер.

## Карьера
После окончания университета некоторое время выступал на позиции нападающего за команду «Янмар Дизель». В качестве наставника долгие годы успешно работал с клубами из Иокогамы: «Ниссан Моторс» и «Иокогамой Флюгельс». Один из первых японских тренеров, использовавших в игре зонную защиту.
В 1994 году Камо сменил бразильца Пауло Фалькао на посту главного тренера сборной Японии. В октябре 1997 года после ничьи с Казахстаном (1:1) в рамках финального раунда отборочного турнира к ЧМ-1998 специалист был отправлен в отставку, а заступивший на его место помощник Такэси Окада впервые вывел японцев на мундиаль.
Завершил свою тренерскую карьеру Сю Камо в клубе «Киото Пёрпл Санга», который он возглавлял в сезоне 1999/2000. Затем он работал только с университетскими коллективами. В 2017 году был включен в зал славы японского футбола.

## Достижения
- Чемпион Японии (1): 1989.
- Обладатель Кубка Императора (4): 1983, 1988, 1989, 1993.
- Член зала славы японского футбола: 2017.